# Krijn Torringa
Crijn Derk Onno (Krijn) Torringa (Groningen, 24 maart 1940 – Enschede, 16 augustus 2006) was een Nederlands presentator en dj. Hij werd vooral bekend als medepresentator (naast Ad Visser) van het AVRO-programma AVRO's Toppop.
In de jaren 60 werd hij dj bij Radio Veronica. Hij verving in 1962 Rob Out die zich meer ging bezighouden met het blad Muziek Parade. Torringa nam de rol van Out over als Bob van Bob en Brenda (Freda Keuker). Keuker was net als Torringa en Out een ex-Minjonner. Later zijn Torringa en Keuker een echt stel geworden: zij huwden. 
Torringa was eind jaren 60 manager van de Groningse band Ro-d-Ys. Tussen 1976 en 1989 presenteerde hij op de maandagmiddag tussen 12:00 en 14:00 uur het AVRO-radioprogramma Hollands Glorie op Hilversum 3 en later Radio 3. In oktober 1989 vertrok hij met zijn toenmalige vrouw Freda Keuker naar Curaçao, maar Torringa keerde in 1997 terug naar Nederland. Hij werd presentator bij Holland FM, Radio 192, Enschede FM, Radio Oost, stadionspeaker bij FC Twente en music director van TV Oranje.
In februari 2006 werd Torringa ernstig ziek. Hij bleek aan keelkanker te lijden en moest zijn werkzaamheden staken. Hij overleed op 16 augustus van datzelfde jaar aan de gevolgen van zijn ziekte.

## Geboortejaar
Aangezien Torringa in interviews altijd zei 5 jaar jonger te zijn dan hij werkelijk was, is er verwarring over zijn geboortejaar. Veel mensen denken door dit leugentje van Torringa dat hij in 1945 geboren is, terwijl zijn werkelijke geboortejaar 1940 is.